# NGC 903
NGC 903 (również PGC 9097) – galaktyka soczewkowata (S0), znajdująca się w gwiazdozbiorze Barana. Odkrył ją Édouard Jean-Marie Stephan 13 grudnia 1884 roku.